# Akasinula catullus
Akasinula catullus är en fjärilsart som beskrevs av Hans Fruhstorfer 1910. Akasinula catullus ingår i släktet Akasinula och familjen juvelvingar. Inga underarter finns listade i Catalogue of Life.